# Waterloobrug
De Waterloobrug is een betonnen liggerbrug over het Kanaal Charleroi-Brussel in Buizingen, een deelgemeente van Halle (Vlaams-Brabant).
De 14,5 m brede brug werd gebouwd in 1995 ter vervanging van de oude Waterloobrug, waarvan de uitwendige spankabels in de kokers van de bovenbouw van het brugdek zeer sterk beschadigd en gedeeltelijk gebroken waren. De totale lengte bedraagt 50 m.